# Laccophilus wolfei
Laccophilus wolfei är en skalbaggsart som beskrevs av Michel Brancucci 1983. Laccophilus wolfei ingår i släktet Laccophilus och familjen dykare. Inga underarter finns listade i Catalogue of Life.